# Mañón
Mañón egy község Spanyolországban, A Coruña tartományban. Mañón Ortigueira, As Pontes de García Rodríguez, Muras, Ourol és O Vicedo községekkel határos. Lakosainak száma 1223 fő (2024).
Ez az ország legészakabbi községe, területén található az Estaca de Bares nevű fok is, amely a szárazföldi Spanyolország legészakibb pontja.

## Népesség
A település népessége az utóbbi években az alábbiak szerint változott:
| Lakosok száma | 1921 | 1830 | 1765 | 1622 | 1589 | 1455 | 1420 | 1356 | 1309 | 1223 |
|               | 2001 | 2004 | 2006 | 2009 | 2011 | 2014 | 2016 | 2019 | 2021 | 2024 |